# Célula beta
As células beta são células endócrinas nas ilhotas de Langerhans do pâncreas. Elas são responsáveis por sintetizar e secretar o hormônio insulina, que regula os níveis de glicose no sangue. Em roedores, as células-alfa estão localizadas na periferia das ilhotas, em humanos a arquitetura das ilhotas é geralmente menos organizada e as células alfa são frequentemente observadas dentro das ilhas.

## Patologia
- A diabetes mellitus tipo 1 é causada pela destruição ou disfunção das células beta.
- Na diabetes mellitus tipo 2, as células beta diminuem ao longo do tempo, e a resistência à insulina apresenta no mínimo um papel muito importante na doença.
- Insulinoma é um tumor raro (geralmente benigno) derivado das células beta. Ele resulta em ataques de hipoglicemia prolongados e recorrentes.